# Lista siturilor arheologice din județul Ialomița - C
Lista siturilor arheologice din județul Ialomița - C conține toate siturile arheologice din județul Ialomița înscrise în Repertoriul Arheologic Național (RAN) și aflate în localități al căror nume începe cu litera C. RAN este administrat de Ministerul Culturii și Patrimoniului Național și cuprinde date științifice, cartografice, topografice, imagini și planuri, precum și orice alte informații privitoare la zonele cu potențial arheologic, studiate sau nu, încă existente sau dispărute.
Puteți căuta un sit din localitățile care încep cu litera C folosind formularul de mai jos sau puteți naviga prin toate siturile din județ la Lista siturilor arheologice din județul Ialomița.
| Cod RAN                                   | Denumire | Localitate                          | Adresă              | Datare                                      | Descoperit | Coordonate                                    | Imagine           | Erori            |
| ----------------------------------------- | --- | ----------------------------------- | ------------------- | ------------------------------------------- | ---------- | --------------------------------------------- | ----------------- | ---------------- |
| 93218.01.01 (Cod LMI: IL-I-s-B-14032)     | Așezarea Dridu de la Cocora - "Căzăneasca" / ansamblu anonim (Categorie: locuire civilă) (Tip: Așezare)                           | sat Cocora, comuna Cocora           | Căzăneasca          | Dridu sec. IX - XI                          |            | 44°43′37″N 27°03′17″E / 44.72694°N 27.05472°E | Încărcați imagine | Raportați eroare |
| 92925.01.01 (Cod LMI: IL-I-m-B-14033.01)  | Situl arheologic de la Copuzu - "Platoul Deluș" / ansamblu anonim (Categorie: locuire) (Tip: Așezare)                             | sat Copuzu, comuna Balaciu          | Platoul Deluș       | sec. III - IV                               |            | 44°35′54″N 26°54′43″E / 44.59833°N 26.91195°E | Încărcați imagine | Raportați eroare |
| 92925.01.02 (Cod LMI: IL-I-m-B-14033.02)  | Situl arheologic de la Copuzu - "Platoul Deluș" / ansamblu anonim (Categorie: locuire) (Tip: Necropolă)                           | sat Copuzu, comuna Balaciu          | Platoul Deluș       | sec. III - IV                               |            | 44°35′54″N 26°54′43″E / 44.59833°N 26.91195°E | Încărcați imagine | Raportați eroare |
| 92925.01.03 (Cod LMI: IL-I-s-B-14033)     | Situl arheologic de la Copuzu - "Platoul Deluș" / ansamblu anonim (Categorie: locuire) (Tip: Așezare)                             | sat Copuzu, comuna Balaciu          | Platoul Deluș       | sec. X - XI                                 |            | 44°35′54″N 26°54′43″E / 44.59833°N 26.91195°E | Încărcați imagine | Raportați eroare |
| 92925.01.04 (Cod LMI: IL-I-m-B-14033.03)  | Situl arheologic de la Copuzu - "Platoul Deluș" / ansamblu anonim (Categorie: locuire) (Tip: Așezare)                             | sat Copuzu, comuna Balaciu          | Platoul Deluș       | sec.II-I a.Ch.                              |            | 44°35′54″N 26°54′43″E / 44.59833°N 26.91195°E | Încărcați imagine | Raportați eroare |
| 93245.01.01 (Cod LMI: IL-I-s-B-14034)     | Așezarea medievală de la Cosâmbești / ansamblu anonim (Categorie: locuire civilă) (Tip: Așezare)                                  | sat Cosâmbești, comuna Cosâmbești   |                     | Dridu sec. IX - XI                          |            | 44°34′01″N 27°26′45″E / 44.56694°N 27.44583°E | Încărcați imagine | Raportați eroare |
| 102259.01.01 (Cod LMI: IL-I-s-A-14035)    | Tell-ul Gumelnița de la Coșereni - "Măgura de la Comana" / ansamblu anonim (Categorie: locuire civilă) (Tip: Tell)                | sat Coșereni, comuna Coșereni       | Măgura de la Comana | Gumelnița                                   |            | 44°40′31″N 26°32′00″E / 44.67528°N 26.53333°E | Încărcați imagine | Raportați eroare |
| 92943.01.01 (Cod LMI: IL-I-s-B-14038)     | Situl arheologic de la Crăsani / ansamblu anonim (Categorie: locuire civilă) (Tip: Așezare)                                       | sat Crăsanii de Sus, comuna Balaciu |                     |                                             |            | 44°35′44″N 26°52′35″E / 44.59555°N 26.87639°E | Încărcați imagine | Raportați eroare |
| 92943.01.02 (Cod LMI: IL-I-m-B-14038.02)  | Situl arheologic de la Crăsani / ansamblu anonim (Categorie: locuire civilă) (Tip: Așezare)                                       | sat Crăsanii de Sus, comuna Balaciu |                     |                                             |            | 44°35′44″N 26°52′35″E / 44.59555°N 26.87639°E | Încărcați imagine | Raportați eroare |
| 92943.01.03 (Cod LMI: IL-I-m-B-14038.01)  | Situl arheologic de la Crăsani / ansamblu anonim (Categorie: locuire civilă) (Tip: Așezare)                                       | sat Crăsanii de Sus, comuna Balaciu |                     | geto-dacică                                 |            | 44°35′44″N 26°52′35″E / 44.59555°N 26.87639°E | Încărcați imagine | Raportați eroare |
| 92934.01.01 (Cod LMI: IL-I-s-A-14039)     | Situl arheologic de la Crăsanii de Jos - "Piscu Crăsani" / ansamblu anonim (Categorie: locuire civilă) (Tip: Așezare fortificată) | sat Crăsanii de Jos, comuna Balaciu | Piscu Crăsani       | Boian                                       |            | 44°35′45″N 26°53′04″E / 44.59583°N 26.88445°E | Încărcați imagine | Raportați eroare |
| 92934.01.02 (Cod LMI: IL-I-m-A-14039.01)  | Situl arheologic de la Crăsanii de Jos - "Piscu Crăsani" / ansamblu anonim (Categorie: locuire civilă) (Tip: Așezare fortificată) | sat Crăsanii de Jos, comuna Balaciu | Piscu Crăsani       | geto-dacică                                 |            | 44°35′45″N 26°53′04″E / 44.59583°N 26.88445°E | Încărcați imagine | Raportați eroare |
| 92934.01.03 (Cod LMI: IL-I-m-A-14039.02)  | Situl arheologic de la Crăsanii de Jos - "Piscu Crăsani" / ansamblu anonim (Categorie: locuire civilă) (Tip: Așezare)             | sat Crăsanii de Jos, comuna Balaciu | Piscu Crăsani       |                                             |            | 44°35′45″N 26°53′04″E / 44.59583°N 26.88445°E | Încărcați imagine | Raportați eroare |
| 102259.02.01 (Cod LMI: IL-I-s-A-14036)    | Așezarea Dridu de la Coșereni - "Măgura de la Comana" / ansamblu anonim (Categorie: locuire civilă) (Tip: Așezare)                | sat Coșereni, comuna Coșereni       | Măgura de la Comana | Dridu sec. IX - XI                          |            | 44°40′58″N 26°32′00″E / 44.68278°N 26.53333°E | Încărcați imagine | Raportați eroare |
| 102259.03.01 (Cod LMI: IL-I-m-B-14037.02) | Situl arheologic de la Coșereni - "Turceasca" / ansamblu anonim (Categorie: locuire) (Tip: Așezare)                               | sat Coșereni, comuna Coșereni       | Turceasca           |                                             |            | 44°40′58″N 26°33′05″E / 44.68278°N 26.55139°E | Încărcați imagine | Raportați eroare |
| 102259.03.02 (Cod LMI: IL-I-s-B-14037)    | Situl arheologic de la Coșereni - "Turceasca" / ansamblu anonim (Categorie: locuire) (Tip: Așezare)                               | sat Coșereni, comuna Coșereni       | Turceasca           |                                             |            | 44°40′58″N 26°33′05″E / 44.68278°N 26.55139°E | Încărcați imagine | Raportați eroare |
| 102259.03.03 (Cod LMI: IL-I-m-B-14037.01) | Situl arheologic de la Coșereni - "Turceasca" / ansamblu anonim (Categorie: locuire) (Tip: Necropolă)                             | sat Coșereni, comuna Coșereni       | Turceasca           |                                             |            | 44°40′58″N 26°33′05″E / 44.68278°N 26.55139°E | Încărcați imagine | Raportați eroare |
| 105053.01.01                              | Situl arheologic de la Cătrunești / ansamblu anonim (Categorie: așezare) (Tip: Așezare)                                           | sat Cătrunești, comuna Sinești      |                     | Chilia - Militari sec. II - III p.Chr.      | 1972       | 44°33′10″N 26°24′21″E / 44.55278°N 26.40583°E | Încărcați imagine | Raportați eroare |
| 105053.01.02                              | Situl arheologic de la Cătrunești / ansamblu anonim (Categorie: așezare) (Tip: Așezare)                                           | sat Cătrunești, comuna Sinești      |                     | Sântana de Mureș - Cerneahov sec. IV p.Chr. | 1972       | 44°33′10″N 26°24′21″E / 44.55278°N 26.40583°E | Încărcați imagine | Raportați eroare |
| 105053.01.03                              | Situl arheologic de la Cătrunești / ansamblu anonim (Categorie: așezare) (Tip: Așezare)                                           | sat Cătrunești, comuna Sinești      |                     | Dridu sec. IX - X                           | 1972       | 44°33′10″N 26°24′21″E / 44.55278°N 26.40583°E | Încărcați imagine | Raportați eroare |
| 105053.02.01                              | Așezarea pluristratificată de la Cătrunești / ansamblu anonim (Categorie: așezare) (Tip: Așezare)                                 | sat Cătrunești, comuna Sinești      |                     |                                             | 1972       | 44°33′25″N 26°23′54″E / 44.55695°N 26.39833°E | Încărcați imagine | Raportați eroare |
| 105053.02.02                              | Așezarea pluristratificată de la Cătrunești / ansamblu anonim (Categorie: așezare) (Tip: Așezare)                                 | sat Cătrunești, comuna Sinești      |                     | Sântana de Mureș - Cerneahov sec. IV p.Chr. | 1972       | 44°33′25″N 26°23′54″E / 44.55695°N 26.39833°E | Încărcați imagine | Raportați eroare |
| 105053.02.03                              | Așezarea pluristratificată de la Cătrunești / ansamblu anonim (Categorie: așezare) (Tip: Așezare)                                 | sat Cătrunești, comuna Sinești      |                     | Dridu sec. IX-X                             | 1972       | 44°33′25″N 26°23′54″E / 44.55695°N 26.39833°E | Încărcați imagine | Raportați eroare |
| 105053.03.01                              | Așezarea geto-dacică de la Cătrunești / ansamblu anonim (Categorie: așezare) (Tip: Așezare)                                       | sat Cătrunești, comuna Sinești      |                     | geto-dacică sec. II-I a.Chr.                | 1972       | 44°33′25″N 26°23′37″E / 44.55695°N 26.39361°E | Încărcați imagine | Raportați eroare |
| 93165.01.01                               | Situl arheologic neolitic de la Ciulnița / ansamblu anonim (Categorie: descoperire funerară) (Tip: Așezare)                       | sat Ciulnița, comuna Ciulnița       |                     | Boian - Giulești                            |            |                                               | Încărcați imagine | Raportați eroare |
| 93165.01.02                               | Situl arheologic neolitic de la Ciulnița / ansamblu anonim (Categorie: descoperire funerară) (Tip: Tumuli)                        | sat Ciulnița, comuna Ciulnița       |                     | Boian                                       |            |                                               | Încărcați imagine | Raportați eroare |